# Société tunisienne des industries de raffinage
La Société tunisienne des industries de raffinage (arabe : الشركة التونسية لصناعات التكرير) ou STIR est une entreprise publique tunisienne dont l'objet est l'importation et le raffinage du pétrole brut.

## Mission
Ayant vocation à couvrir la totalité des besoins pétroliers du pays, la STIR est responsable de l'importation des produits pétroliers. Ainsi, pour une consommation nationale de 3,746 millions de tonnes de pétrole raffiné, elle produit 1,683 million de tonnes et en importe 2,790 millions de tonnes.

## Historique
Créée en 1961 par un accord de coopération entre l'État tunisien et le groupe pétrolier italien Eni, elle est entièrement nationalisée en 1975. Ses capacités augmentant, le pétrole ayant connu une forte élévation de son cours, cette entreprise devient la première de Tunisie par son chiffre d'affaires. Pour la première fois, en 2000, une entreprise tunisienne dépasse un milliard de dinars tunisiens de ventes. En 2006, son chiffre d'affaires est porté à 2,2 milliards.
En 2009, le bénéfice net se monte à 357,8 millions de dinars, soit une hausse de 450 % par rapport à l'année précédente, malgré une baisse des ventes.

## Raffinerie de Bizerte
Elle possède une raffinerie, la Raffinerie nationale de Tunisie, située dans la zone industrialo-portuaire de Bizerte (Zarzouna), à soixante kilomètres au nord de Tunis. Les deux-tiers de l'espace sont consacrés au stockage du pétrole dans une soixantaine de cuves pour une capacité atteignant un million de m³. Le port de Bizerte possède deux quais permettant l'amarrage de pétroliers. Le quai nord, d'une longueur de 250 mètres avec un bassin d'une profondeur de 35 pieds (10,5 mètres), accueille des pétroliers de 60 000 tonneaux tandis que le quai sud, d'une longueur de 150 mètres avec un bassin d'une profondeur de 27 pieds (8,23 mètres), accueille des navires de 15 000 tonneaux.
Une grève a lieu en février 2020 pour réclamer une prime de rendement.